# Grafika

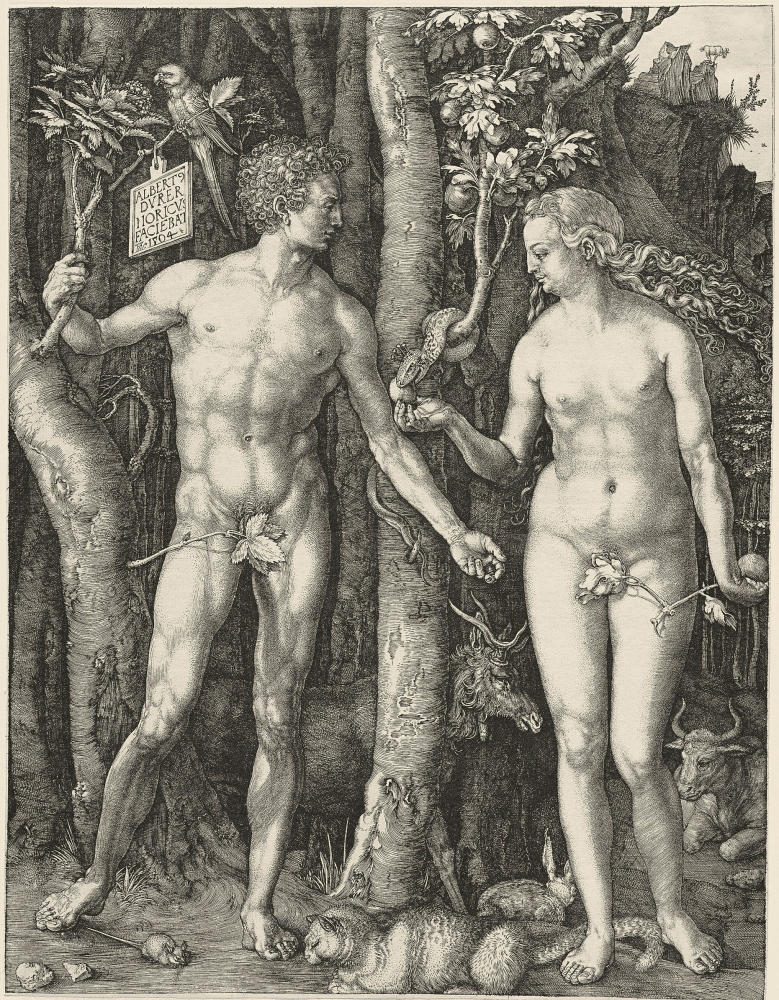
Albrecht Dürer (1471–1521), Adam a Eva, mědiryt 1504

Grafika ve smyslu umělecké grafiky je jeden z oborů výtvarného umění. Grafikou nazýváme dvojrozměrné umělecké dílo vytvořené rukou umělce, který použije jednu z grafických technik. Následně toto dílo rozmnoží ručním řemeslným postupem na předem stanovený počet exemplářů.

## Originály
Má-li dílo jediný exemplář, pak je nazýváme monotyp. Počet exemplářů tvoří náklad, za který umělec odpovídá, a proto jej podepisuje a měl by také zlomkem vyznačit pořadové číslo otisku a náklad, např. 7/30 znamená 7. otisk ze 30. Každý z exemplářů je považován za originál, nikoli za kopii. Přesto existují rozdíly mezi prvními a posledními otisky, zejména u hlubotisku, je-li je zvolen vysoký počet otisků. První otisky mají ostré linie, poslední již jsou horší kvality.

## Historie grafiky
První grafické tisky se objevily v Číně v 6. století. Používanou technikou byl dřevořez, pomocí něhož se tiskly náboženské amulety. První dochovaná kniha, vytisknutá pomocí dřevořezu, pochází z roku 868. Ve 13. století se dřevěné štočky používaly k tisku na plátno. Postupem času již technika dřevořezu či později dřevorytu přestala vyhovovat a umělci hledali techniku a materiál, který by byl schopen přenést jemnější práci. Souběžně experimentovali zlatníci s otiskováním svých rytin na stříbrných deskách svých výrobků. Od začátku 15. století si takto pomáhali tiskem korigovat chyby své práce, protože při zrcadlovém obrácení předlohy jsou chyb v lineární práci dobře vidět. Odtud pramení vynález tisku z hloubky, kdy umělec (nejen zlatník) vyryje námět do ocelové, měděné, stříbrné či jiné destičky.

## Co není grafika?
Do originální umělecké (volné) grafiky nepatří průmyslový tisk, knihtisk ani jiné reprografické metody, tedy těmito výrobními postupy vzniklé plakáty, pohlednice, knižní ilustrace apod. Patří sem však plakáty tištěné litografií nebo sérigrafií.
V některých případech je těžké rozpoznat rozdíl mezi původní grafikou a reprodukcí.
Metody zkoumání:
- pomocí lupy – po zvětšení se objeví na reprodukci rastr (=síťová mřížka)
- porovnání díla s nepochybným originálem, například z depozitáře galerie
- spektrální analýza barvy a papíru (je finančně náročná a volí se jen u expertizy domněle vzácného díla)

## Rozdělení grafiky
Grafiku dělíme podle různých kritérií. Za základní lze považovat rozdělení na grafiku volnou, užitou, reprodukční (eventuálně dekorativní)

### Volná grafika
Volná grafika (též grafika umělecká) je grafikou, která je zcela duševním majetkem svého tvůrce. Umělec tvoří dílo dle vlastní volné představy, jeho je námět, myšlenka i provedení. Díla mají nejblíže k obrazům. Do volné grafiky patří nejhodnotnější díla, jelikož vznikají bez vnějších vlivů (míněno bez případného přání zadavatele).

### Užitá grafika
Grafika, kterou výtvarník tvoří k praktickému účelu. Za užitou grafiku jsou považovány např. novoročenky (PF), ex libris, svatební oznámení, oznámení o narození, plakáty, knižní grafika včetně knižních přebalů aj. Jelikož všechny jmenované tisky lze provádět nejen grafickými technikami, ale i tiskařskými technikami, je třeba rozlišovat mezi díly, která vznikla grafickými technikami, a nepoměrně častějšími běžnými tisky tištěnými rotačním ofsetem atp.

### Reprodukční grafika
Je grafikou dle cizí předlohy. Ve starší literatuře je možné zaznamenat názor, že tato skupina grafiky je méně hodnotná a v principu není hodna pozornosti. Tento názor již není zastáván a neodpovídá obrovskému významu, který měla reprodukční grafika v dobách před vynalezením fotografie pro vývoj umění. Nejlepší malíři si vždy vážili oněch „řemeslníků“, kterým svěřovali svá díla k rozšíření v grafickém přepisu.

### Dekorativní grafika
Starší nesprávný název pro ilustrace; díla, která byla původně součástí knižního díla a doprovázela text. Patří sem např. grafika květin, ptáků, pohledů na města (jež se nazývají veduty), výjevů z venkovského života a mnohých jiných témat.

## Grafické techniky
Grafické techniky se řadí do tří základních skupin:
- tisk z výšky (např. dřevoryt)
- tisk z hloubky (např. lept, suchá jehla)
- tisk z plochy (litografie)

Dále existují techniky mimo tyto skupiny jako sítotisk (serigrafie), monotyp, papírotisk, muchláž, apod. U soudobé grafiky dochází často ke kombinaci několika technik, nebo k soutiskům z několika desek. Dochází také k celé řadě experimentů (např. tisk z igelitu, tisk z koláže apod.).

## Grafické sounáležitosti

### Papír
Drtivá většina grafických listů je tištěna na papír. Existuje několik výjimek (tisk na hedvábí, plátno, sklo, keramiku, dřevo apod.), které se dají považovat spíše za výjimky nebo kuriozity. Nejstarším papírem je papír ruční. Strojový papír vznikl až na začátku 19. století a od poloviny tohoto století je používán i na tisk grafik. Přesto je i dnes většina kvalitních grafických listů tištěna na papír ruční, a to zejména pro vhodnější vlastnosti při tisku.

### Tisk
V počátcích grafiky byl umělec autorem námětu, rytcem i tiskařem. Dnes je poměrně časté, že si umělci nechávají své grafiky tisknout v tiskařských dílnách. Zejména to platí pro litografii, kde je k tisku třeba speciálního vybavení. Většina grafiků, pokud si listy netiskne sama, používá jen jednoho tiskaře, jelikož používané techniky bývají často velmi odlišné a způsob tisku vyžaduje značnou dávku zkušeností.

#### Stavy
Někdy se v literatuře, příp. na listu označuje popiskou „2. stav“. Znamená to, že grafik z rytiny vytiskl 1. stav, se k destičce vrátil a vyryl nové části nebo zaretušoval dosavadní, nový tisk je druhým stavem. U některých technik může vzniknout i více stavů, například v soutisku dvou litografických desek, v soutisku různých barev (nejčastěji dřevorytů nebo linorytů), někdy jde o záměrné experimentování, hledání nového výtvarného výrazu, že grafika má několik stavů. Tím se vyznačovala např. grafická díla Josefa Váchala nebo litografie Andyho Warhola. U současné grafiky se stavy vyskytují jen zřídka.

#### Autorské tisky
Autorským tiskem (též tisk zkusmý) se rozumí výtisk mimo náklad. Tento výtisk je podepsán autorem a označen E.A., A.T., aut. tisk apod. Počet autorských tisků by nikdy neměl přesáhnout 5–10 % číslovaného nákladu. Jedná se o tisky, při nichž autor zkouší různé barevné tóny či stav desky. Často si také autor pořídí několik málo autorských tisků pro svůj archiv v případě, že byl celý náklad objednán sběratelem či institucí. U některých důležitějších děl je číslován i náklad autorských tisků. Na rozdíl od běžného číslování, kde se používají arabské číslice, se autorské tisky číslují římsky. Označení E.A. VIII/XX pak znamená tisk č. 8 z nákladu 20 autorských tisků.

#### Tiskařská značka
Je důkazem, že grafiku tiskl sám autor. Většinou bývá umístěna vlevo hned pod okraj tiskové plochy. Tiskařské značky se vyskytují výhradně na moderní grafice. Je jich poměrně málo – jestliže list nemá tiskařskou značku, tak to neznamená, že jej autor netiskl sám. Někdy autoři vedle podpisu či na zadní stranu připisují „vytiskl autor“ apod. Jestliže byl list vytištěn některým ze známých tiskařů, může mít i pečeť, slepotisk či tiskařskou značku tiskaře nebo tiskařské dílny a nikoliv autora grafiky.

### Podpis
Celou rozlehlou oblast grafiky by bylo možno dělit jinak, a to na listy umělcem podepsané a nepodepsané. Podpis má být jakousi zárukou pravosti. Zvyk podepisovat grafiky se ujal až v druhé polovině 19. století. Listy se podepisují zásadně tužkou. U moderní grafiky můžeme říci, že listy jsou až na výjimky signovány.

#### Monogramisté
Nejstarší grafika byla anonymní. Kolem 16. století se ujal zvyk opatřovat grafiky autorským monogramem. Nemusí to být monogramy v dnešním slova smyslu (tj. počáteční písmena umělcova jména). Někdy to býval heraldický znak, jindy obrazový symbol jména apod. Monogramů jsou tisíce a jejich rozboru je věnováno mnoho knih.
S monogramem se můžeme setkat i u současné grafiky. Obyčejně se jedná o zkratku autorova jména v obrazové části. Většina listů je poté ještě signována tužkou. Pokud má současná grafika monogram a není signována, tak se list označuje jako „signováno v tisku“, „signováno na kameni“ nebo „signováno v desce“.

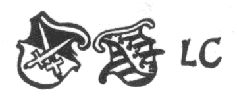
Monogram Lucase Cranacha st. (1472–1553)
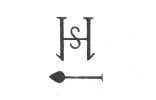
Monogram Hanse Leonharda Schäufeleina (asi 1480–1539)

### Náklad
Nákladem se rozumí celkový počet listů vytištěných z jedné desky. U staré grafiky je velmi těžké náklad stanovit. U starých listů záleželo spíše na poptávce než na technických možnostech. Jinak je tomu u moderní grafiky. Zde je většina děl nejen signována, ale i číslována. Ve většině případů nepřesahuje náklad 100 tisků. Při tisku dochází k postupnému opotřebování desky a některé techniky (např. suchá jehla, mezzotinta) poskytnou jen zhruba 40–50 kvalitních tisků.